# Hydrovatus rufoniger
Hydrovatus rufoniger är en skalbaggsart som först beskrevs av Clark 1863.  Hydrovatus rufoniger ingår i släktet Hydrovatus och familjen dykare.

## Underarter
Arten delas in i följande underarter:
- H. r. rufoniger
- H. r. politus